# منتخب تايلاند لكرة السلة على الكراسي المتحركة للرجال
منتخب تايلاند لكرة السلة على الكراسي المتحركة للرجال هو ممثل تايلاند الرسمي في المنافسات الدولية في كرة السلة على الكراسي المتحركة
.